# Ах-Неоль-Мат
Ах-Неоль-Мат (майя aj-je-ne-(y)o꞉l m-ta; ? —  8 августа 611) — правитель Баакульского царства со столицей в Лакам-Ха (Паленке) с 1 января 605 по 8 августа 611 год.

## Биография
Ах-Неоль-Мат является преемником Иш-Йоль-Икналь, воцарившись 1 января 605 года, правив до своей смерти.
Он был первым правителем Паленке, который использовал титул Мат, который переводится как «Баклан».
Основные биографические данные:
- Воцарился: 9.8.11.9.10 8 Ok 18 Muwan (1 января 605).
- Умер: 9.9.19.4.6 2 Kimi 14 Mol (8 августа 611)[комментарий 1].

Во время его правления, 4 апреля 611 года Канульское царство во главе с Укай-Каном разорил Лакам-Ха. Возможно, Ах-Неоль-Мата взяли в плен, где он и умер 5 месяцев спустя, 8 августа 611 года.
Возможно, его преемником стал его младший брат Ханаб-Пакаль или Иш Сак К’ук.

### Семья
Вероятно, он был сыном Иш-Йоль-Икналь или Иш Сак К’ук, а его братом был Ханаб-Пакаль или Пакаль.

### Комментарии
1. ↑  Эти даты указаны на Мезоамериканском календаре долгого счёта.

## Внешние ссылки
- Peter Matthews: Who’s who in the Classic Maya World Архивная копия от 4 августа 2021 на Wayback Machine
- «Ajen Yohl Mat» Архивная копия от 4 августа 2021 на Wayback Machine
- Genealogy of rulers at Palenque Архивная копия от 3 августа 2021 на Wayback Machine
- Glyphe et présentation d'Aj Ne' Yohl Mat (недоступная ссылка) Архивировано 3 мая 2003 года.
- Découvertes de Nikolai Grube (недоступная ссылка) Архивировано 1 ноября 2004 года.
- Ахен-Йоль-Мат Архивная копия от 4 августа 2021 на Wayback Machine
- Баакуль на рубеже VI—VII веков. Поражения в войнах с Канулем и внутренний династический кризис.